# Oveja de Somalia
La oveja de Somalia, también conocida como oveja de Somalía, oveja somalí, y oveja cabeza negra de Berbera, es una raza ovina del este africano. 

## Taxonomía
Esta oveja era tratada como una subespecie de la oveja común (Ovis aries): Ovis aries steatopigas o Ovis aries somalicus. Pero la Comisión Internacional de Nomenclatura Zoológica determinó en el año 2003 en la opinión 2027, que las ovejas debían nombrarse como su variedad salvaje, Ovis orientalis, para evitar la paradoja de que los linajes anteriores, los silvestres, fueran nombrados como subespecies de sus descendientes. Por lo tanto el nombre específico que prevalece para las ovejas y muflones es Ovis orientalis, quedando el término aries como nombre trinomial que designa a la subespecie doméstica: Ovis orientalis aries, por lo que esta oveja pasó a ser solo una forma o una raza de la oveja común doméstica.

## Morfología

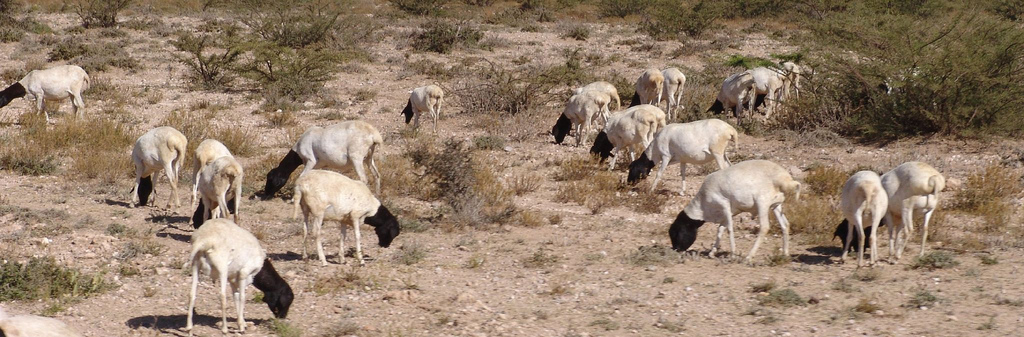
Ovejas de Somalia pastando en su hábitat original: Boorama, Somalia

Esta raza pertenece al tipo de razas de ovinas que acumulan grasa en la grupa, además se la reúne con las razas ovinas de pelo, y con las de carne. Posee orejas cortas. Habitualmente su peso oscila entre 35 a 45 kg. Presenta un pelaje corto, liso, y suave, de una característica coloración blanca en el cuerpo y las extremidades, con la cabeza y el cuello negro. A diferencia de otras razas ovinas, no posee lana, solo pelos comunes, los cuales son más apropiados dado el intenso calor de la región de origen. Generalmente pare un solo cordero. No presentan cuernos, aunque algunos ejemplares machos si los poseen, los que los podrían emplear ante chitas y otros predadores. La pigmentación de la cabeza se debe probablemente a dos tipos de selección: la practicada por los criadores, y a la selección natural, como defensa contra la radiación solar intensa.

## Distribución

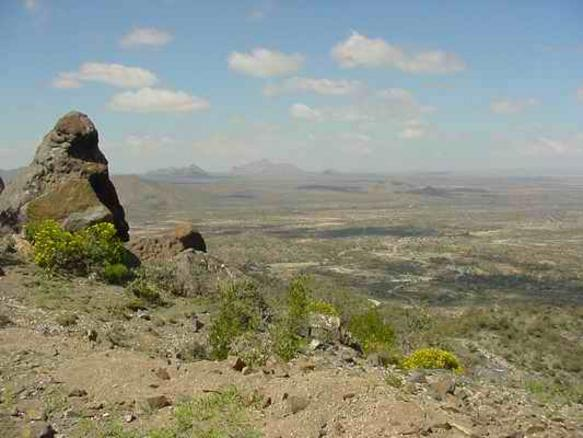
El hábitat original de esta raza: paisaje en las afueras de Berbera, Somalia.

La oveja de Somalia es una raza primitiva, originaria de áreas cálidas y muy secas en el llamado Cuerno de África, al este del continente africano, especialmente de la totalidad de Somalia, las tierras bajas del este de Etiopía, incluyendo Afar, Dire Dawa y Ogaden, el norte de Kenia, y a lo largo de la frontera con Etiopía hasta el área Toposa del Sudán.

## Productividad
El principal uso de la raza es la producción de carne (corderos), dada su gran aptitud para generar proteínas en ambientes desfavorables para otras razas ovinas. Este producto económico es una de las principales exportaciones de Somalia. Por estas características, la oveja somalí es el antepasado inmediato de la oveja cabeza negra pérsica, desarrollada en Sudáfrica en el siglo xix y principios del siglo xx, y que ha sido ampliamente utilizada, en muchas partes de África y otras regiones de los trópicos, como raza mejoradora mediante el cruce con otras razas. Hay un comercio activo centrado en la oveja somalí, especialmente a Arabia Saudita. 

### Presencia en parques zoológicos

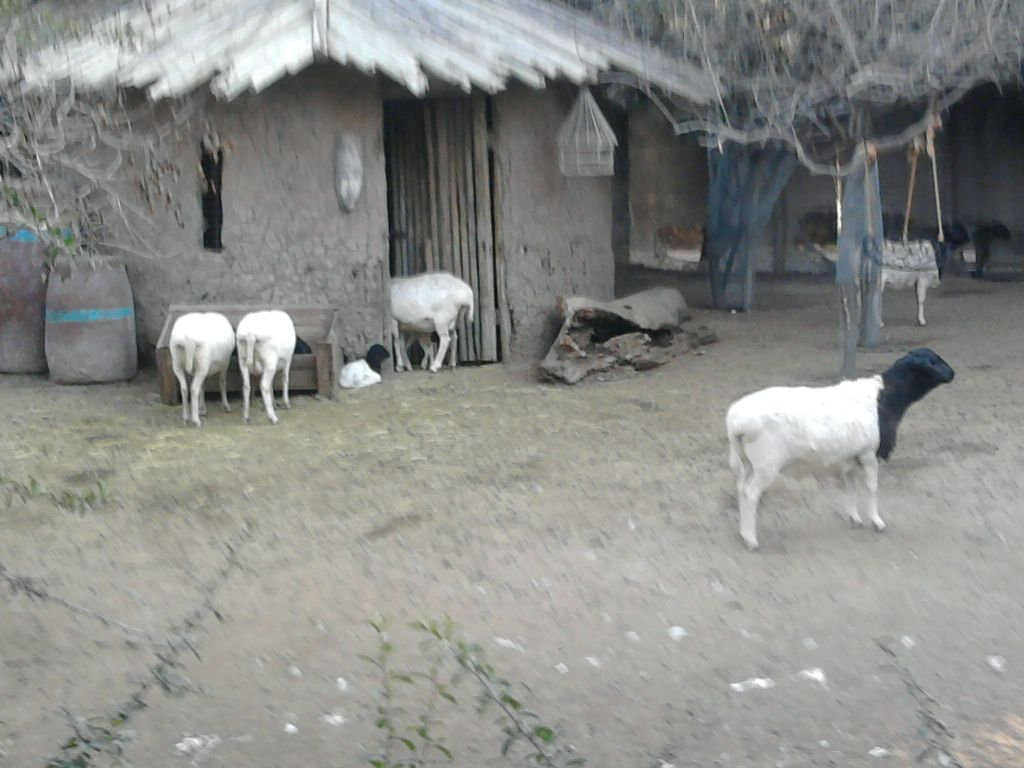
Ovejas de Somalia en Buin Zoo, Chile

Es un elemento frecuente en jardines zoológicos de todo el mundo, dada su mansedumbre, rápida multiplicación, y limitados requerimientos espaciales.